# David Mitrany
David Mitrany (1. ledna 1888, Bukurešť, Rumunsko – 25. července 1975) byl britský politolog a historik narozený v Rumunsku, teoretik mezinárodních vztahů a hlavní představitel funkcionalismu.
Jako historik se zabýval dějinami Rumunska a Balkánu. Po druhé světové válce v rámci mezinárodních vztahů rozvinul koncepci funkcionalismu, která vycházela z Haaseho argumentu liberálních institucionalistů, že stát nadále nemůže využívat a přerozdělovat výdobytky blahobytu, protože se mezinárodní organizace staly jeho integrální součástí.
Funkcionalismus navazoval na liberální přístup (Kanta, Wilsona aj.), prosazoval uspokojování potřeb obyvatel a řídil se heslem „Forma má odpovídat funkci.“ Protože státy v tomto bodě selhávají, považují funkcionalisté řešení v nadnárodních institucích.

### Výbor Mitranyho díla
- Romania, her History and Politics (1915)
- Greater Romania: a Study in National Ideals (1917)
- The Problem of International Sanctions (1925)
- The Land and the Peasant in Romania: the War and Agrarian Reform, 1917-1921 (1930)
- The Progress of International Government (1933)
- The Effect of the War in South Eastern Europe (1936)
- A Working Peace System (1943)
- The Road to Security (1944)
- American Interpretations (1946)
- World Unity and the Nations (1950)
- Marx against the Peasant: a Study in Social Dogmatism (1951)
- Food and Freedom (1954)
- The Prospect of European Integration: Federal or Functional, Journal of Common Market Studies, 1965
- The Functional Theory of Politics. New York: St. Martin's Press., 1975.

### Práce o Mitranym
- Mihai Alexandrescu, David Mitrany. From Federalism to Functionalism, in: Transylvanian Review, 16 (2007), No. 1.
- Mihai Alexandrescu, David Mitrany. Viaţa şi opera, în Nicolae Păun (coord.), Actualitatea mesajului fondatorilor Uniunii Europene, EFES, Cluj-Napoca, 2006
- Mihai Alexandrescu, Câteva date de demografie a României de la începutul secolului al XX-lea, prezentate de David Mitrany, în Ioan Bolovan, Cornelia Mureşan, Mihaela Hărănguş, Perspective demografice, istorice şi sociologice. Studii de populaţie, Presa Universtiară Clujeană, 2008
- Gerhard Michael Ambrosi, David Mitranys Funktionalismus als analytische Grundlage wirtschaftlicher und politischer Neuordnungen in Europa, in Harald Hageman (Hg.): Die deutschsprachige wirtschaftswisseschaftliche Emigration nach 1933, Metropolis-Verlag, Marburg, 1996.
- Gerhard Michael Ambrosi, Keynes and Mitrany as instigators of European Governance, in Millenium III, No. 12/13, Summer 2005
- Dorothy Anderson, David Mitrany (1888-1975). An appreciation of his life and work, In: Review of International Studies, 24 (1998).
- Lucian Ashworth, Creating International Studies. Angell, Mitrany and the Liberal Tradition, Aldershot 1999.
- Per A. Hammarlund, Liberal Internationalism and the Decline of the State. The Thought of Richard Cobden, David Mitrany, and Kenichi Ohmae, New York 2005.
- Cornelia Navari, David Mitrany and International Functionalism, in David Long and Peter Wilson (ed.) Thinkers of the Twenty Years’ Crisis. Inter-War Idealism Reassessed, Clarendon Press, Oxford, 1995